# Eueides lampeto
Eueides lampeto är en fjärilsart som beskrevs av Bates 1862. Eueides lampeto ingår i släktet Eueides och familjen praktfjärilar. Inga underarter finns listade i Catalogue of Life.